# Valero
Pour les articles homonymes, voir Valero (homonymie).
Valero est une commune de la province de Salamanque dans la communauté autonome de Castille-et-León en Espagne.

## Géographie

### Communes limitrophes
|                                    | San Miguel de Valero               |                                                |
| La Bastida, Cilleros de la Bastida | Valero                             | San Miguel de Valero, San Esteban de la Sierra |
|                                    | Garcibuey, Santibáñez de la Sierra |                                                |

### Climat
Voici ci-dessous, un tableau du climat du village de Valero :
Le climat à Valero (en °C et mm, moyennes journalières entre 1961 et 1989)
| Mois                                    | Janv. | Fév.  | Mars | Avril | Mai  | Juin | Juil. | Août | Sept. | Oct.  | Nov.  | Déc.  | Année   |
| Températures moyennes journalières (C°) | 6,7   | 8,1   | 10,4 | 12,7  | 15,6 | 20,4 | 23,9  | 23,5 | 20,8  | 15,3  | 10,6  | 7,1   | 14,6    |
| Précipitations totales (mm)             | 143,8 | 141,1 | 84,5 | 93,3  | 90,2 | 51,1 | 17,4  | 15,8 | 60,3  | 104,8 | 115,7 | 136,7 | 1 054,7 |
| --------------------------------------- | ----- | ----- | ---- | ----- | ---- | ---- | ----- | ---- | ----- | ----- | ----- | ----- | ------- |

Sources : ministère de l’Agriculture et de l’Environnement. Date de précipitations pour la période de 1961-1989
et des températures pour la période de 1961-1989 à Valero.

## Démographie
Évolution démographique depuis 1900
| 1900 | 1910 | 1920 | 1930 | 1940 | 1950 | 1960 | 1970 | 1981 | 1991 | 2000 | 2014 | 2017 | 2019 |
| ---- | ---- | ---- | ---- | ---- | ---- | ---- | ---- | ---- | ---- | ---- | ---- | ---- | ---- |
| 776  | 672  | 686  | 679  | 738  | 758  | 691  | 561  | 612  | 394  | 449  | 309  | 315  | 330  |